# 藤原領子

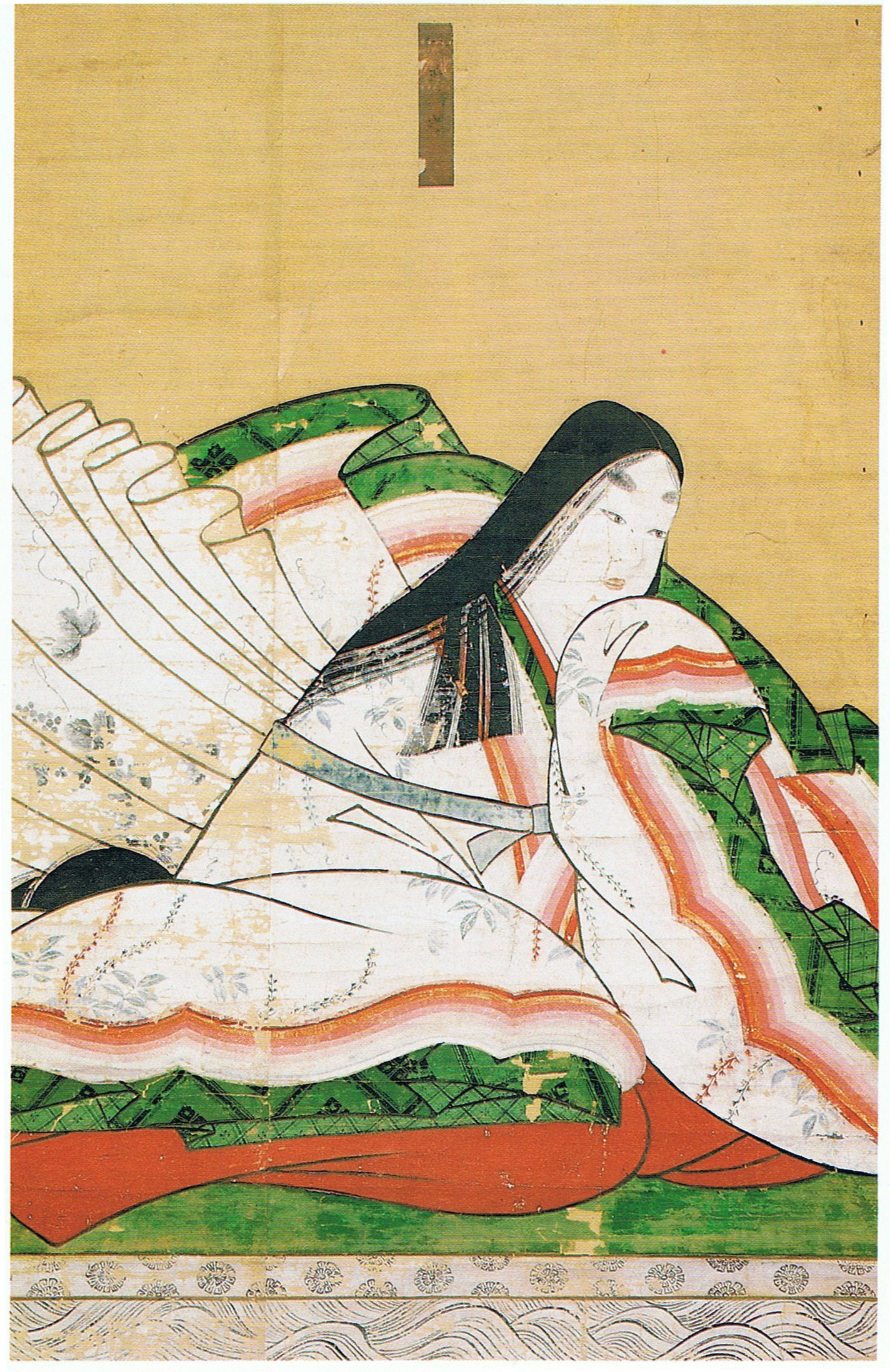
師典侍像　赤間神宮所蔵

藤原 領子（ふじわら の むねこ、生没年不詳）は、平安時代末期の女性。建春門院民部卿局（けんしゅんもんいんみんぶきょうのつぼね）、洞院局（とうのいんのつぼね）の名を有する女房（高級女官）。大納言藤原（中山）顕時の娘。母は不詳だが、平忠盛女と考えられる。平時忠の継室。兄弟に行隆・盛方らがある。

## 生涯
初め平滋子（時忠の妹・後白河院女御）の女房となり、民部卿局と呼ばれた。平時忠と出会ったのはこのときと考えられ、その後、時忠の後妻となって時宗・宣子らの母となった。その後、平徳子（高倉天皇中宮）の女房となって洞院局と称した。治承2年（1178年）に徳子が言仁親王（のちの安徳天皇）を出産したのに伴いその乳母となり、候名を帥局（そちのつぼね）と改めた。
治承3年（1179年）11月に起こった平清盛のクーデター（治承三年の政変）で解官・流罪に処された官人の一人に平時家（時忠の先妻の子）もいたが、領子が継子時家を陥れるために讒言したからだという噂が流れている。
その後、治承4年（1180年）3月に典侍に任ぜられ、帥典侍・帥佐（そちのすけ）と呼ばれるようになった。同年5月に従五位上に叙され、その後従三位まで昇進した。養和元年（1181年）、高倉上皇の崩御に伴い出家した。寿永2年（1183年）の平家都落ちに夫とともに随伴し、壇ノ浦の戦いで源氏方の捕虜になって文治元年（1185年）4月に帰京した。その後の消息は不明である。

## 関連作品
テレビドラマ
- 『新・平家物語』（1972年、NHK大河ドラマ 、役名：師ノ局（もろのつぼね）、演：真屋順子）
- 『義経』（2005年、NHK大河ドラマ、演：かとうかずこ）